# Patrick Störtebecker
Tore Patrick Störtebecker, född den 4 april 1911 i Kristiania (nuvarande Oslo), död den 8 oktober 1995 i Täby församling, Stockholms län, var en norskfödd svensk läkare. Han var sondotters son till Oscar Patric Sturzen-Becker.
Störtebecker avlade  examen artium i Trondheim 1929 och promoverades till medicine doktor vid universitetet i Oslo 1946. Han erhöll Kunglig Majestäts tillstånd att utöva läkekonsten i Sverige 1943 och innehade olika läkareförordnanden 1943–1945. Störtebecker var underläkare vid neurokirurgiska kliniken och traumatologiska avdelningen på Serafimerlasarettet 1945–1956 och poliklinikläkare vid neurologiska polikliniken på Sahlgrenska sjukhuset från 1956 till sin pensionering. Han blev docent i neurologi vid Karolinska institutet 1955 och övergick som sådan till  Göteborgs universitet 1957. Störtebecker vilar i minneslund på Täby norra begravningsplats.